# Eriochrysis filiformis
Eriochrysis filiformis là một loài thực vật có hoa trong họ Hòa thảo. Loài này được (Hack.) Filg. mô tả khoa học đầu tiên năm 1997.